# Sphaerulina pedicellata
Sphaerulina pedicellata är en lavart som beskrevs av T.W. Johnson 1957. Sphaerulina pedicellata ingår i släktet Sphaerulina och familjen Mycosphaerellaceae.   Inga underarter finns listade i Catalogue of Life.